# 桑布朗謝
桑布朗謝（法語：Sembrancher，法語發音：[sɑ̃bʁɑ̃ʃe]；德语旧名：Sankt Brancher、Sankt Branschier）是瑞士瓦萊州的一个市镇，位於該國西南部，面積17.63平方公里，海拔高度717米，2010年人口862，其中九成居民信奉羅馬天主教。

## 外部連結
- 官方网站 （页面存档备份，存于） （法文）